# Ипотечные каникулы
Ипотечные каникулы — период, на который заемщик с согласия кредитного учреждения может приостановить выплаты по ипотечному кредиту. Причиной этого могут стать тяжелые жизненные обстоятельства. К последним относятся: инвалидность, потеря работы, болезнь, потеря части дохода или смерть родственника, у которого на иждивении были члены семьи. Ипотечные каникулы являются одной из разновидностей кредитных каникул.

## Описание

### Ипотечные каникулы в России
1 августа 2019 года в России в силу вступил закон об ипотечных каникулах. Согласно этому закону, у заемщика есть право обратиться в банк для того, чтобы приостановить либо снизить выплату по кредиту на определенный срок. Один из разработчиков законопроекта объяснил, что в случае, если клиент выберет снижение ежемесячного платежа, то размер снижения он должен будет обсудить в том банке, в котором он обслуживается. Заемщик может обратиться в банк в любой момент за ипотечными каникулами, а банк не может его лишить этого права, если у заемщика есть для этого основания, которые при этом оговорены в законе. При установлении соответствующей договоренности между заемщиком и банком, можно выходить на ипотечные каникулы не один раз. Если человек берет ипотеку во второй раз, а в первый он уже уходил на каникулы, и вернул взятый кредит, то это может быть веским основанием для того, чтобы воспользоваться возможностью ипотечных каникул снова.
Прибегнуть к ипотечным каникулам могут те, кто оказался в сложных жизненных обстоятельствах. Перечень трудных жизненных ситуаций перечислен в законе: признание инвалидом I или II группы, утрата трудоспособности от двух месяцев подряд, регистрация в качестве безработного или отпуск по беременности и родам, который оформляют на 140 дней и выдают листок нетрудоспособности.
Человеку нужно доказать документально, что он оказался в тяжелой жизненной ситуации. Для этого нужно будет предоставить справку о регистрации безработного, листок нетрудоспособности, справку, которая подтвердит установление инвалидности, свидетельство о рождении ребенка или другие документы, в зависимости от того, почему возникла тяжелая жизненная ситуация. Заемщик должен доказать, что это жилье — единственное, чему свидетельством станет выписка из Росреестра. Если у заемщика помимо квартиры, взятой в ипотеку, есть еще и дача, ему могут отказать в ипотечных каникулах.
В марте 2020 года Банк России сделал рекомендацию кредитным организациям предоставлять ипотечные каникулы тем заемщикам, которые переболели коронавирусом. Кредитным организациям рекомендовано сделать реструктуризацию кредитов, и не требовать пени и штрафы. ВТБ, Промсвязьбанк, Сбербанк и банк «Открытие» сообщили о намерении предоставить ипотечные каникулы или заняться реструктуризацией задолженности по кредитам. В ВТБ могут сделать отсрочку платежей по кредиту и процентам на три месяца для заемщика. Воспользоваться такой возможностью смогут те, кто оказался на больничном из-за коронавируса или у кого возникли финансовые потери из-за неоплачиваемого отпуска. Для того, чтобы воспользоваться этой возможностью, нужно обратиться в банк и предоставить больничный, подтвердить нахождение на карантине и возможно показать другие необходимые документы.
Воспользоваться ипотечными кредитами могут только официально трудоустроенные граждане, которые подтвердили доход по форме 2-НДФЛ. В начале 2020 года в Госдуму был внесен законопроект, который может позволить воспользоваться льготой по выплате кредита также самозанятым и предпринимателям.